# Usine de la Suze
L’usine de la Suze est une distillerie produisant principalement un apéritif à base de gentiane. Elle est située de 1875 à 1974 sur la commune de Maisons-Alfort.
Afin de mettre en cohérence l’aspect extérieur de son usine en pleine expansion avec l’esthétique de la nouvelle église Sainte-Agnès d’Alfort et de l’Ecole Vétérinaire situées à proximité, le directeur et fondateur de la Suze, Fernand Moureaux, fait appel, en 1934, à l’architecte Paul Fenard pour moderniser la face extérieure de ses bâtiments contigüs à l’avenue du Général-Leclerc.
De cette usine ne subsistent que cette façade et sa tour visibles au niveau de la sortie de métro « Ecole Vétérinaire de Maisons-Alfort », entre le no 11 et le no 25 de l’avenue du Général-Leclerc.
Le mur aveugle de la façade, les façades et toitures de la grande tour sont inscrits à l'Inventaire Supplémentaire des Monuments Historiques par arrêté du 4 août 1993.
Elle est un élément constitutif du parcours historique de la ville de Maisons-Alfort.

## Localisation

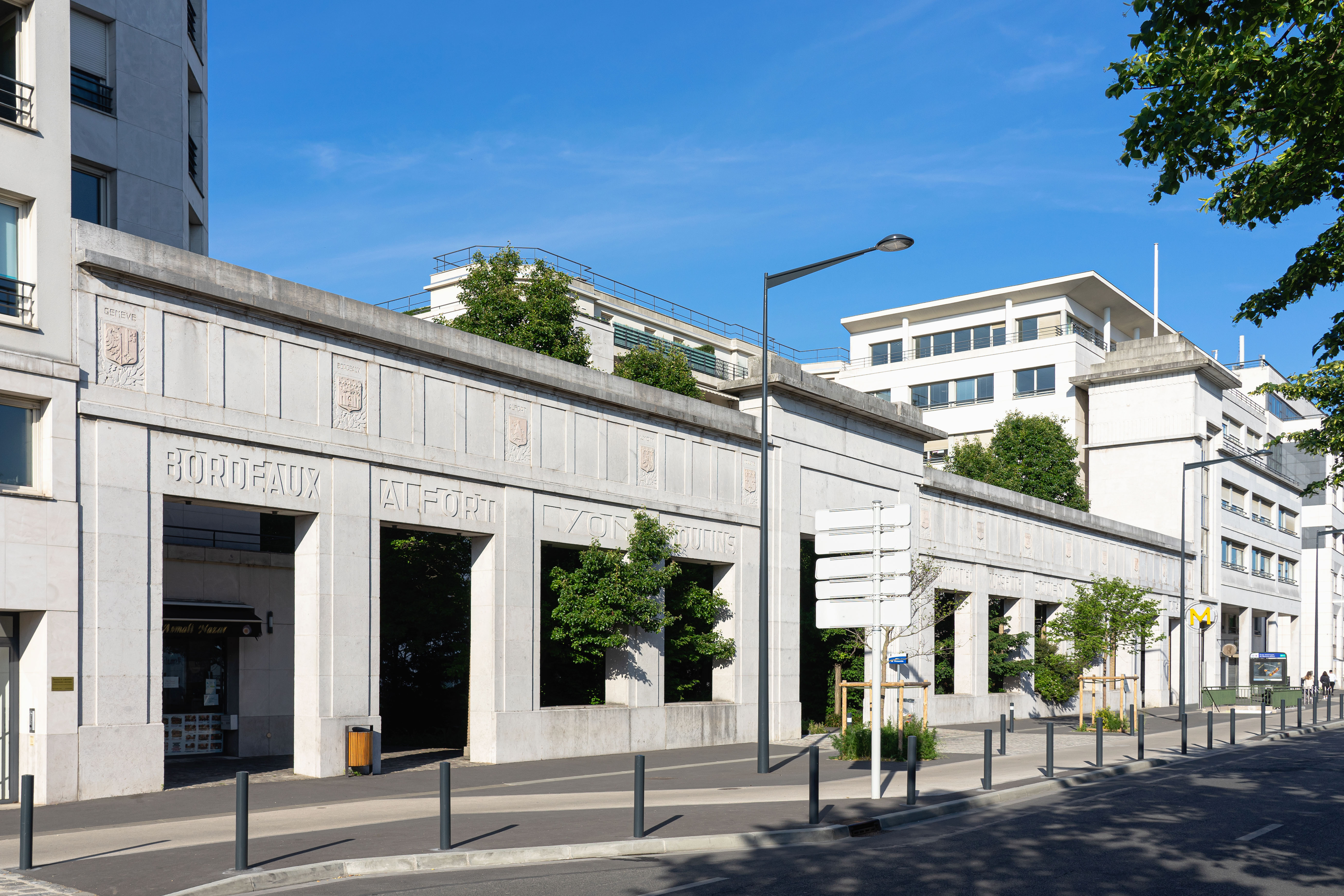
Façade de l'ancienne usine de la Suze de Maisons-Alfort

L'usine de la Suze était située sur une parcelle non loin des rives de la Marne dans le quartier d’Alfort de la commune de Maisons-Alfort dans le département français du Val-de-Marne. Elle s’étendait du no 11 au no 39 de l’avenue du Général-Leclerc (anciennement rue de Créteil) jusqu'au quai Fernand-Saguet (anciennement quai d'Alfort) le long de la Marne, à l’exception de quelques habitations et du Groupe scolaire Paul-Bert construit en 1888.
L’entrée principale de la Suze, au début de son exploitation, se faisait via le quai d’Alfort, au travers d’un grand porche surmonté d’un arc de cercle imposant où trônait, en lettres dorées, la raison sociale de l’établissement.

## Historique

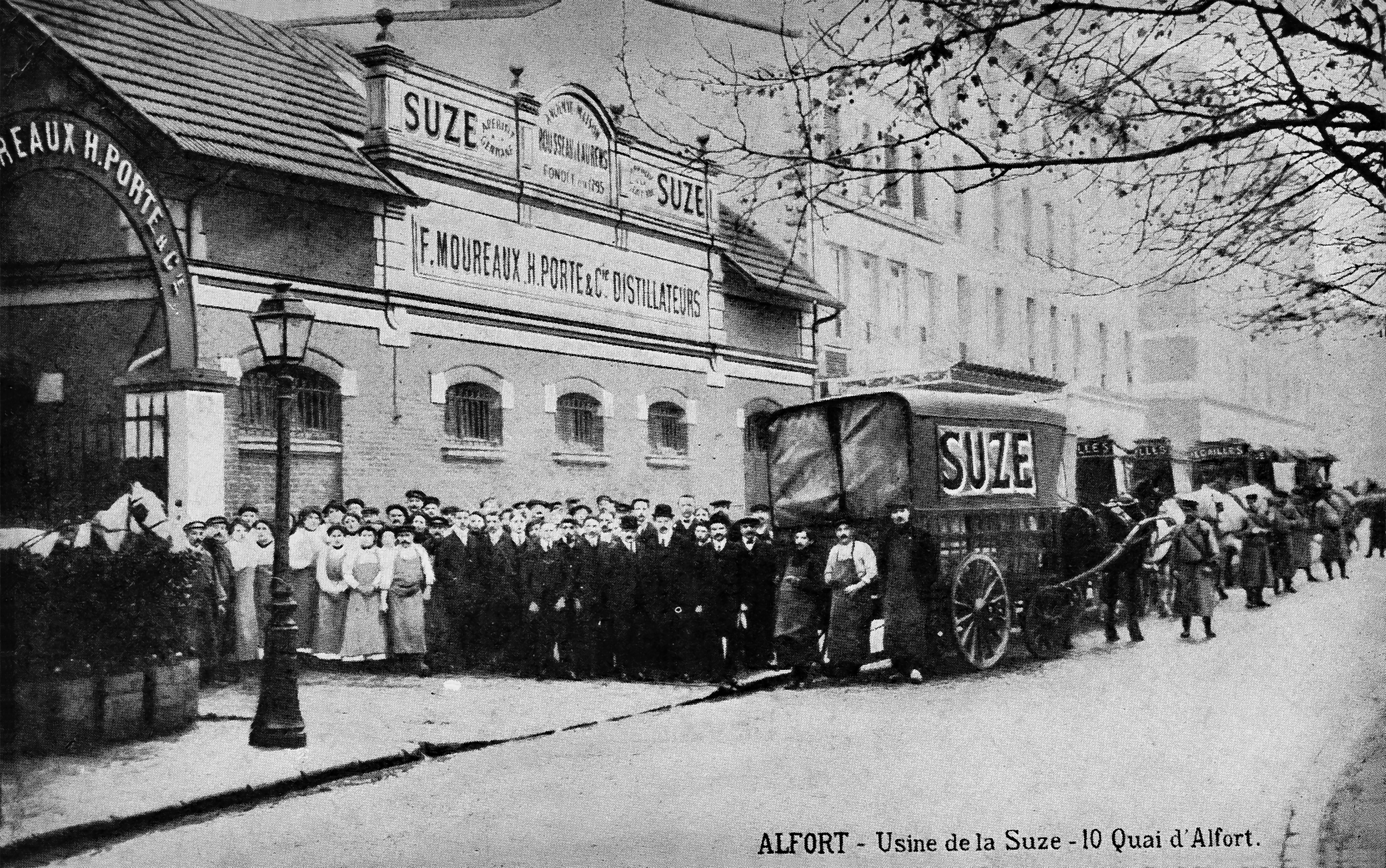
Usine de la Suze - 10 Quai d'Alfort vers 1900

La distillerie de la Suze puise ses origines à Paris en 1795 avec la création d’une fabrique d’absinthe, qui appartiendra, vers 1875, à MM. Rousseau et Laurens, alors située rue Quincampoix dans le 4e arrondissement. Cette rue abritait également une distillerie Moureaux.
Cette année 1875 verra également la fusion de ces deux maisons Rousseau Laurens et Moureaux et un transfert partiel de l’entreprise vers le 10, quai d’Alfort sur Maisons-Alfort.
C’est en 1882 que, à l’âge de 19 ans, Fernand Moureaux, le personnage clé de la future distillerie Suze, entre en scène dans cette entreprise.
Il héritera de la distillerie familiale en 1885.
En 1884, Fernand Moureaux s’associe à Henri Porte, issue d’une grande famille d’industriels et fils de son banquier, qui lui prêta 200 000 francs afin de redresser l’entreprise qui était au bord de la faillite,,,.
L’idée géniale des deux nouveaux associés fut de sortir des sentiers battus des apéritifs à base de vins, en créant une boisson issue de la distillation des racines de gentiane, grande fleur aux pétales d’or, poussant dans le Jura et en Auvergne.
Fernand Moureaux reçut même les honneurs d’une médaille d’or lors de l’Exposition Universelle de 1889, celle-là même qui est à l’origine de la construction de la Tour Eiffel.
La « Suze », en tant qu’appellation, est ainsi née officiellement en 1889. Cette date est gravée sur les bouteilles et les étiquettes. L’origine de ce patronyme, certes facile à retenir, est encore mystérieuse : le prénom de la belle-sœur de Fernand Moureaux conquise par ce goût de gentiane ou le nom d’une petite rivière en Suisse où Fernand Moureaux a récolté non loin de là les premiers ingrédients de sa fameuse formule.
C’est en 1891, qu’est effectué le transfert total du reste de l’usine parisienne vers le quartier d’Alfort.
En 1896, Henri Porte dessine les contours si caractéristiques de la bouteille iconique de la Suze et lance les premières campagnes publicitaires de cet apéritif,.
La raison sociale de l’entreprise, qui apparaît sur les en-têtes de ses courriers et factures, est jusqu’en 1896 : « F. Moureaux et Cie - ancienne Maison Rousseau et Laurens, fondée en 1795 », pour prendre ensuite après cette date l’appellation : « F. Moureaux – H. Porte et Cie (Distillateurs au 10, quai d’Alfort) »,.
Le rédacteur de l’Etat des communes note en 1904 : « Elle occupe 40 ouvriers et employés, non compris les courtiers, à la fabrication de l’absinthe, des liqueurs et sirops de toute nature. Sa principale spécialité consiste dans la gentiane Suze, apéritif tonique à base de gentiane fraîche du Jura ».
Au vu d’un cachet ajouté sur une facture de 1922 « Moureaux et Cie successeurs », Fernand Moureaux reste seul aux commandes de la société vers ses années-là, à la suite du décès d’Henri Porte en 1921. En 1923, il a le titre de Fondateur et Président de la Société anonyme de la distillerie « La Suze »,,.
Enguerrand de Vergie, engagé par Henri Porte son beau-père, avait alors remarqué, au sortir de la Première Guerre mondiale, que l’étiquette mentionnant « Gentiane Suze » était un frein pour la vente du produit, concurrencé par des imitations exhibant l’appellation « Gentiane ». Avec la mention « Suze à la gentiane », le succès de ce breuvage est tel que la raison sociale de la société change en 1922 en « Distillerie de la Suze »,.
C’est en 1925 que la deuxième usine de production de la Suze est créée à Pontarlier dans le Haut-Doubs, au plus près de l’extraction des racines de gentiane. C’est aussi vers ces années-là que l’entreprise passe en société anonyme : « Distillerie de la Suze – siège social, 11, rue de Créteil – usines à Maisons-Alfort et à Pontarlier »,.
L’entreprise est en pleine expansion, en misant sur des installations modernes, l’utilisation de techniques d’avant-garde et une optimisation des processus de production, de transport, de qualité, sans négliger le confort de son personnel. Les actionnaires ne furent pas en reste, car ils ont pu recevoir des dividendes pouvant atteindre jusqu’à 25%. Le site de Maisons-Alfort a employé jusqu’à 200 personnes.
Le directeur fondateur de la Suze, Fernand Moureaux, fait construire, pour le bien-être de son personnel, le stade de la Suze dans le quartier d’Alfort (où se trouve actuellement la résidence « Métropolis »). Il sera inauguré le 30 mars 1935,.
Parmi les nombreuses autorisations d’édification de construction sur le quartier d’Alfort obtenues de la mairie par Fernand Moureaux, pendant cette phase de prospérité et d’extension, figure la modification de la façade des bâtiments déjà construits de la Suze, sur la rue de Créteil (actuellement avenue du Général Leclerc). Ces travaux sur la façade, réalisés de 1934 à 1935, ont été confiés à l’architecte Paul Fenard.
En 1940, Fernand Moureaux, alors âgé de 77 ans, cède la présidence du conseil d’administration de la Suze. Résidant à Paris, et ne pouvant plus circuler pendant l’occupation allemande, il n’a plus le contrôle de son usine d’Alfort. Il devient président honoraire.
Au début des années 1940, l’hostilité du gouvernement de Vichy à la « France de l’apéro » va faire chuter les ventes de Suze, entraînant le rapatriement de toute sa production sur Maisons-Alfort.
Dans les années 1950, l’auteur d’un article paru dans la revue de « l’Institut français d’architecture » précise : « Après la mort de F. Moureaux, en 1956, un administrateur, sans doute inspiré par la vie généreuse du patron de la Suze, se fit apprenti sorcier. La société devint le mécène du club de football, le « Stade français », et l’affaire périclita en quelques années ».
Une autre source mettrait en cause, dans ce cheminement vers la faillite, la mévente d’un nouveau produit, le vin doux « Vabé », à la suite d’une politique de diversification de sa gamme dans les années cinquante.
Alors dirigé par Enguerrand de Vergie, la distillerie trouve un sauveur, en étant rachetée par la société Pernod en 1965, en conservant sa marque et modernisant la distillerie Suze de Maisons-Alfort. L’histoire de la société Pernod débute en 1805 à Pontarlier dans le Haut-Doubs, lorsque Henri-Louis Pernod fonda la Maison Pernod Fils, dans cette même ville où la Suze fit construire sa deuxième usine de production en 1925,.
La direction générale de la S.A Pernod réside encore en 1969 aux « Anciens Etablissements la Suze », 11 avenue du Général Leclerc.
Dans les années 1970, la distillerie quitte définitivement la commune de Maisons-Alfort et intègre le nouveau complexe de la « Pernoderie » de Créteil, avec une implantation du siège social dans cette même ville en 1974. La société Pernod s’internationalise en 1975, en se regroupant avec un autre géant : la société Ricard, donnant ainsi à la Suze une portée mondiale. Depuis 2003, la Suze est produite dans l’usine historique de Thuir, racheté en 1975 par le groupe Pernod-Ricard, dans les Pyrénées-Orientales. Cette usine est située dans l'ancienne gare de triage des caves Byrrh, créée par les ateliers de Gustave Eiffel,,.
C’est dans les années 1970 que la société « Cycles Lejeune » entre en scène dans ce quartier d’Alfort. Fabricants français de cycles, les frères Roger et Marcel Lejeune sont à la tête de cette affaire familiale fondée à Paris en 1947. Etant à l’étroit dans ses magasins de la rue de Charonne, l’entreprise doit abandonner ce site. Elle s’installe et occupe alors, en 1974, 800 m² des anciens locaux de la Suze, situés au no 39 avenue du Général Leclerc. En 1980, sa capacité de production est de 180 000 bicyclettes par an, employant alors 200 personnes. Elle est ainsi placée à la troisième place du marché français après Peugeot et MBK (ex-Motobécane).
Cette société quittera le site de l’ancienne distillerie vers 1987, après le départ à la retraite des frères Lejeune et la vente de l’entreprise à Monsieur Alain Baumann. Ce site sera désaffecté en 1988,.
Au début des années 1990, le site de l’ancienne usine de la Suze passe en état de friche industrielle, comme 30% du foncier du quartier d’Alfort. Des procédures de Zone d’aménagement concerté (Z.A.C) sont lancées en vue de requalifier le quartier d’Alfort et les bords de Marne, engageant une rénovation urbaine à partir de 1992. Depuis lors, la construction d’immeubles neufs, la réhabilitation du bâti ancien, l’aménagement d’espaces piétons et paysagers, … ont redynamisé les activités de ce quartier.
Lors de la séance du Sénat du 30 avril 1993, il est relaté que le Service des monuments historiques a été très vigilant concernant cette Z.A.C, en particulier sur l’obtention de la non-démolition de l’ancienne usine Suze construite par l’architecte Paul Fenard. Le mur aveugle de la façade et la façade et toiture de la grande tour ont été inscrits, trois mois après, le 4 août 1993, à l'Inventaire Supplémentaire des Monuments Historiques. Techniquement, cette façade a dû faire l'objet d'un démontage afin de soustraire la frise murale de l’assaut des engins de chantier. Elle a été repositionnée à la fin des travaux.
La façade de la Suze a pu ainsi être intégrée dans le projet Z.A.C sur l’emprise industrielle.

## Architecture et description

Vue panoramique de la façade de l'ancienne usine de la Suze de Maisons-Alfort

La nouvelle façade des bâtiments préexistant sur la rue de Créteil de la distillerie de la Suze a été réalisée par l’architecte Paul Fenard entre 1934 et 1935.
Elle a été voulue par son Président et Fondateur, Fernand Moureaux, afin de mettre en harmonie la modernité de son usine avec l’Ecole Vétérinaire située en face et la création toute récente de l’Eglise Sainte-Agnès, la jouxtant. Il avait d’ailleurs financé jusqu’à 80% de la construction de cette église du plus pur style Art Déco, dans le cadre de son mécénat d’entreprise.
Le choix de l’esthétique de cette façade s’est donc orienté naturellement vers l’Art Déco, contemporain à l’architecture industrielle novatrice des années 30. Les noms et les armoiries des villes, dans lesquelles la distillerie de la Suze possédait des usines et des entrepôts, apparaissent dans une frise sur la partie supérieure de la façade centrale. Y figurent sous forme de métopes, panneaux sculptés en bas-relief caractéristiques à l’Art Déco :
- Les deux usines de production et entrepôts : Alfort (Maisons-Alfort) et Pontarlier
- Les entrepôts : Bordeaux, Lyon, Moulins, Marseille, Rouen, Lille, Tours, Toulouse, Genève (armoiries) et Bruxelles (armoiries).

Le gros œuvre de cette façade est réalisé en béton et parpaings de béton.

## Fernand Moureaux
Fernand Moureaux (son premier prénom d’état civil étant Léon) est né le 31 janvier 1863, à Paris IV°, où il s’est éteint le 8 octobre 1956 (XVI°) à l’âge de 93 ans,.
Fils d’Alphonse Moureaux et de Marie Clarice Ermance Francois, il se marie en 1892 à Châtillon-sous-Bagneux avec Marguerite Alphonsine Roulleau, fille d’Hippolyte Roulleau et d’Alphonsine Elise Moreau. Il est distillateur et demeure quai d’Alfort,,.
C’est en 1882 que, à l’âge de 19 ans, Fernand Moureaux, le personnage clé de la future distillerie Suze, entre en scène dans cette entreprise.
Il s’est distingué en tant que génie commercial, bâtisseur et bienfaiteur pour les villes de Maisons-Alfort et de Trouville-sur-Mer, et par ses actions à caractère social qu’il a le plus souvent financées personnellement.
Dans le quartier d’Alfort de Maisons-Alfort, il fit construire, sur ses deniers, un stade en 1935 pour le bien-être de son personnel. Il fut également à l’origine du financement de la construction de l’église Sainte-Agnès d’Alfort qui jouxte l’usine Suze et dont le clocher, dit-on, s’est inspiré de la forme de sa bouteille iconique. Certains personnages représentés dans les vitraux latéraux du maître-verrier Max Ingrand, qui illuminent et colorent l’intérieur de cette église, reprennent le portrait des douze membres du conseil d’administration de son entreprise. Elle a été inaugurée par le Cardinal Verdier, le 11 juin 1933, créant ainsi une nouvelle paroisse dans ce quartier qui en avait tant besoin,,.
Propriétaire à Trouville du château des Roches de style Louis II de Bavière acheté en 1919, résidence où il venait se ressourcer, ses qualités d’administrateur l’ont amené à y être élu maire à 71 ans (1934 - 1951). Il fut alors reconnu comme le « maire de la résurrection de la station de Trouville » après quatre années d’occupation dévastatrice. Il est également mécène pour sa ville de Trouville, où il fit construire, entre autres et sur ses deniers personnels, en 1935, une piscine olympique (10 x 50 m) à l’eau de mer et la gare routière dues aux architectes Brillaud de Laujardière et Puthomme, qui ont également travaillé pour lui à Maisons-Alfort avec la construction de l’église Art déco Sainte-Agnès ,,.
Il est à noter que le génie bâtisseur dont il a fait preuve dans ces deux villes a été particulièrement stimulé par son épouse qui aimait à dire « si j’avais été un homme, j’aurais été architecte ».
Parmi ses distinctions honorifiques, il a été nommé Officier de la Légion d’Honneur par décret du 4 février 1949, à l’âge de 86 ans.